# Église Saint-Tryphon de Kličevac
L'église Saint-Tryphon de Kličevac (en serbe cyrillique : Црква Светог Трифуна у Кличевцу ; en serbe latin : Crkva Svetog Trifuna u Kličevcu) est une église orthodoxe serbe située à Kličevac, sur le territoire de la ville de Požarevac et dans le district de Braničevo en Serbie. Elle est inscrite sur la liste des monuments culturels protégés de la république de Serbie (identifiant no SK 1732).

## Présentation
Située sur une hauteur au centre du village, l'église a été construite en 1902 dans le style de l'école moravienne médiévale à l'emplacement d'un édifice religieux datant de 1820 ; ce style néo-moravien a servi de modèle pour la construction de nombreuses églises de l'éparchie de Braničevo au cours des premières décennies du XXe siècle.
L'église est surmontée d'un dôme et elle s'inscrit dans un plan tréflé allongé avec un narthex ; de forme octogonale, le dôme repose sur un tambour cubique tandis qu'un clocher carré domine la façade occidentale. Les façades sont rythmées par des pilastres peu profonds qui relient une frise constituée d'arcades aveugles sous la corniche du toit. Des nuances chaudes de beige et de blanc avec des détails couleur terracotta participent à la décoration de l'édifice. L'entrée occidentale, de type « développé » est soutenue par deux piliers massifs qui portent un toit à pignon surmonté d'une croix ; au-dessus du portail se trouve une grande fenêtre géminée avec une lunette contenant un médaillon qui indique l'année de construction de l'édifice.
À l'origine, l'édifice abritait une iconostase avec des trônes ornés d'icônes peintes par Arsenije Jakšić en 1820 et provenant probablement de l'ancienne église ; treize d'entre elles sont encore conservées dans l'église. L'iconostase actuelle a été peinte par un artiste inconnu et ne possède aucune valeur artistique particulière. L'église abrite des livres anciens et des objets liturgiques.
À proximité immédiate du parvis, un moment a été érigé en 1923 en souvenir de Milenko Stojković, un célèbre voïvode de Karađorđe (Karageorges) originaire de Kličevac.